# Лекция Генри Норриса Рассела

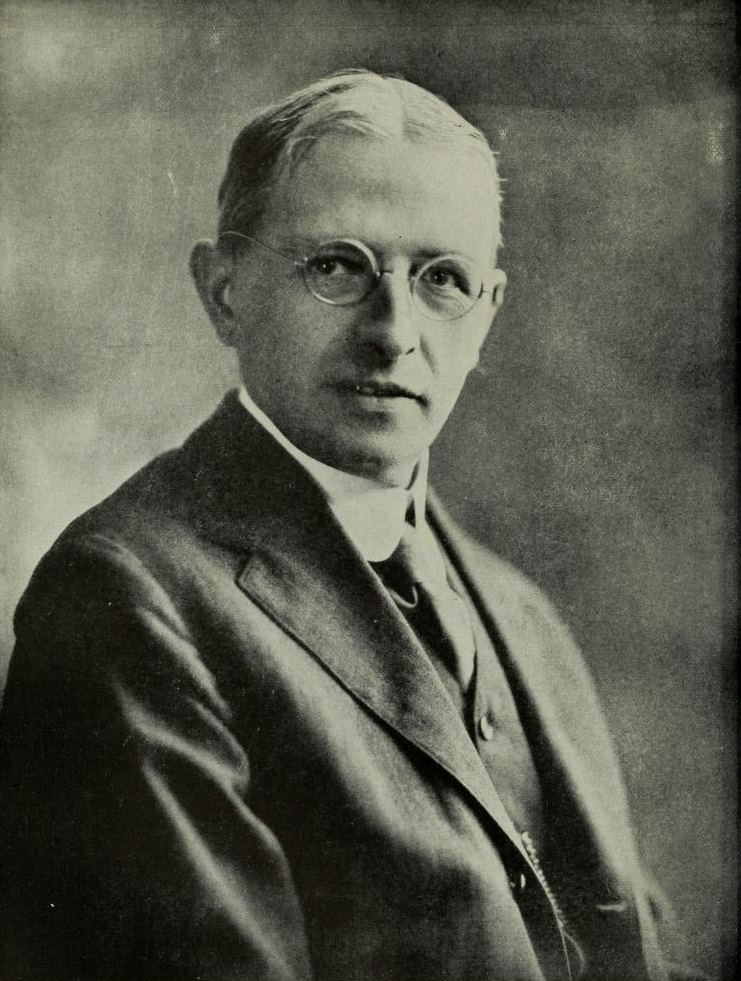
Генри Норрис Рассел (1877—1957), американский астрофизик

Лекция Генри Норриса Рассела (англ. Henry Norris Russell Lectureship) — наиболее почётная награда Американского астрономического общества, присуждается ежегодно за вклад в астрономию, сделанный в течение всей жизни, сопровождается традиционной лекцией лауреата на общем собрании общества.

## Удостоившиеся чтения
- 1946 — Генри Норрис Рассел
- 1947 — Уолтер Сидни Адамс
- 1948 — Не присуждалась
- 1949 — Субраманьян Чандрасекар
- 1950 — Харлоу Шепли
- 1951 — Ян Хендрик Оорт
- 1952 — Не присуждалась
- 1953 — Энрико Ферми
- 1953 — Лайман Спитцер
- 1954 — Не присуждалась
- 1955 — Пол Уиллард Меррилл
- 1956 — Джоуэл Стеббинс
- 1957 — Отто Струве
- 1958 — Вальтер Бааде
- 1959 — Джерард Койпер
- 1960 — Мартин Шварцшильд
- 1961 — Уильям Уилсон Морган
- 1962 — Гроут Ребер
- 1963 — Уильям Альфред Фаулер
- 1964 — Айра Спрейг Боуэн
- 1965 — Бенгт Стрёмгрен
- 1966 — Ричард Таузи
- 1967 — Отто Нейгебауэр
- 1968 — Джон Болтон
- 1969 — Юджин Ньюмен Паркер
- 1970 — Джесси Леонард Гринстейн
- 1971 — Фред Хойл
- 1972 — Аллан Рекс Сэндидж
- 1973 — Лео Голдберг
- 1974 — Эдвин Солпитер
- 1975 — Джордж Хауэрд Хербиг
- 1976 — Сесилия Хелена Пейн-Гапошкина
- 1977 — Олин Уилсон[англ.]
- 1978 — Мартен Шмидт
- 1979 — Петер Голдрайх
- 1980 — Джереми Острайкер
- 1981 — Риккардо Джаккони
- 1982 — Барт Ян Бок
- 1983 — Херберт Фридман
- 1984 — Элинор Маргерит Бербидж
- 1985 — Олин Эгген
- 1986 — Альберт Уитфорд[англ.]
- 1987 — Фред Лоуренс Уиппл
- 1988 — Жерар Анри де Вокулёр
- 1989 — Икко Айбен[англ.]
- 1990 — Сидни Ван ден Берг
- 1991 — Дональд Остерброк[англ.]
- 1992 — Лоуренс Хью Аллер
- 1993 — Джим Пиблс
- 1994 — Вера Рубин
- 1995 — Роберт Крафт[англ.]
- 1996 — Джерри Нойгебауэр[англ.]
- 1997 — Элистер Камерон[англ.]
- 1998 — Чарльз Таунс
- 1999 — Джон Бакал
- 2000 — Дональд Линден-Белл[Ком. 1]
- 2001 — Уоллес Сарджент[Ком. 2]
- 2002 — Джордж Валлерстайн[англ.][Ком. 3]
- 2003 — Джордж Уэзерил[англ.][Ком. 4]
- 2004 — Мартин Джон Рис[Ком. 5]
- 2005 — Джеймс Ганн[Ком. 6]
- 2006 — Богдан Пачински[англ.][Ком. 7]
- 2007 — Дэвид Ламберт[Ком. 8]
- 2008 — Рашид Алиевич Сюняев[Ком. 9]
- 2009 — Джордж Престон[нем.][Ком. 10]
- 2010 — Маргарет Геллер[Ком. 11]
- 2011 — Сандра Фабер[Ком. 12]
- 2012 — Дэвид Арнетт[англ.][Ком. 13]
- 2013 — Кен Фримен[Ком. 14]
- 2014 — Джордж Филд[Ком. 15]
- 2015 — Джованни Фацио[Ком. 16]
- 2016 — Кристофер Макки[англ.][Ком. 17]
- 2017 — Эрик Беклин[англ.][Ком. 18]
- 2018 — Джозеф Силк[Ком. 19]
- 2019 — Ann Merchant Boesgaard[англ.]
- 2020 — Scott Tremaine[англ.]
- 2021 — Nick Scoville[англ.]
- 2022 — Richard Mushotzky[англ.]
- 2023 — Фрэнк Шу

## Комментарии
1. ↑  Обоснование награды: For his efforts to understand the rich properties of disks around planets, stars, black holes, and galaxies; the study of the motions of gas clouds around the Milky Way, of galaxies within the Local Group, and of the nearby universe through the thermal background radiation; and the importance of considering the fundamental basis for our subject within the sciences of heat, matter, and gravitation.
2. ↑  Обоснование награды: For his contributions to astronomical spectroscopy.
3. ↑  Обоснование награды: For his contributions to our understanding of the abundances of the elements in stars and clusters.
4. ↑  Обоснование награды: For pioneering the application of modern physics and numerical simulations to the formation and evolution of terrestrial planets.
5. ↑  Обоснование награды: For significant contributions to high energy astrophysics and cosmology, including predicting superluminal expansion, analyzing the role of black holes in galactic nuclei and binary x-ray sources, and developing the theory of galaxy formation and evolution.
6. ↑  Обоснование награды: For contributions to observational, instrumental, and theoretical astrophysics that have informed our understanding of the universe and a large fraction of its contents, including Gunn-Peterson absorption in quasar spectra, weak gravitational lensing, galactic and stellar dynamics, pulsars and quasars, and the objects of study of numerous spectrographs, cameras, and the Sloan Digital Sky Survey.
7. ↑  Обоснование награды: For his highly original contributions to a wide variety of fields including advanced stellar evolution, the nature of gamma ray bursts, accretion in binary systems, gravitational lensing, and cosmology.
8. ↑  Обоснование награды: For fundamental contributions in the field of stellar spectroscopy and the chemical composition of the sun, the stars, and interstellar clouds.
9. ↑  Обоснование награды: For his seminal contributions to high energy astrophysics and cosmology.
10. ↑  Обоснование награды: For a lifetime of research that has transformed our understanding of RR Lyrae variables, stellar magnetic fields, and stellar chromospheres, and led to a comprehensive view of the nature, chemistry, kinematics, and metallicity and age distribution in the Galactic stellar halo.
11. ↑  Обоснование награды: For a lifetime of work on the distribution and clustering of galaxies in the Universe and for her notable success in describing this work to the public.
12. ↑  Обоснование награды: For a lifetime of seminal contributions to galaxy evolution and dynamics, the distribution of the mysterious «dark matter» in the universe, for leading the construction of astronomical instrumentation, and for mentoring future leading astronomers.
13. ↑  Обоснование награды: For a lifetime of seminal contributions to the fields of stellar explosions, nuclear astrophysics, and hydrodynamics.
14. ↑  Обоснование награды: For a lifetime of seminal contributions to the fields of galaxy structure and dynamics and stellar populations.
15. ↑  Обоснование награды: For a lifetime of contributions to our basic understanding of diffuse plasmas in the universe that continue to motivate current astronomers.
16. ↑  Обоснование награды: For his pioneering work on gamma-ray and infrared instrumentation, which has advanced our understanding in many areas of astronomy, ranging from near-Earth objects to high-redshift galaxies.
17. ↑  Обоснование награды: For his innovative ideas, powerful theoretical insights, and practical models that have had significant impact on many areas of astrophysics.
18. ↑  Обоснование награды: For his leadership role over the last half century in turning infrared astronomy into a fundamental tool for understanding the universe.
19. ↑  Обоснование награды: For his lifetime contributions to our understanding of the early universe and galaxy formation. Underpinning his scholarly impact is an extraordinary publication record that includes more that 800 refereed articles and eight books.